# جواد کریمی‌ثابت
جواد کریمی‌ثابت (زادهٔ ۳ مرداد ۱۳۵۲، قم) پژوهشگر و استاد تمام دانشگاه می‌باشد و در حال حاضر رئیس مرکز ملی استانداردهای اتمی ایران و رئیس انجمن هسته‌ای ایران می‌باشد.

## تحصیلات
وی استاد تمام پژوهشگاه علوم‌ و فنون هسته‌ای و فارغ‌التحصیل مدرک دکتری مهندسی شیمی از دانشکده مهندسی شیمی و نفت دانشگاه صنعتی شریف است.

## سوابق و سمت‌ها
- رئیس پژوهشگاه علوم و فنون هسته‌ای[۸]
- دریافت "نشان ملی پژوهش" از رئیس جمهور
- دریافت "نشان ملی مدیریت" در پنجمین همایش ملی مدیریت کشور
- دریافت "نشان دانش، اخلاق و تلاش" از رئیس سازمان انرژی اتمی ایران